# Steinkreis von Ballynakill
Der Steinkreis von Ballynakill (irisch Baile na Cille, nach dem Townland auch Cartron South, irisch An Cartrún Theas genannt) liegt nördlich des Ballin Lough im Süden des County Galway in Irland.
Der kleine Steinkreis mit 19 erhaltenen Steinen (von 24) hat etwa 5 m Durchmesser und liegt auf dem nordöstlichen Sporn des Knockdrumore Hills. Die 0,4 bis 1,2 m hohen Steine (fünf davon liegen am Boden) sind radial ausgerichtet. Sie entsprechen einigen Steinkreisen im County Cork. Innerhalb des Kreises steht ein kleiner Orthostat etwas außermittig im Südwesten. Eine junge Esche wächst in der südöstlichen Grenze des Kreises.

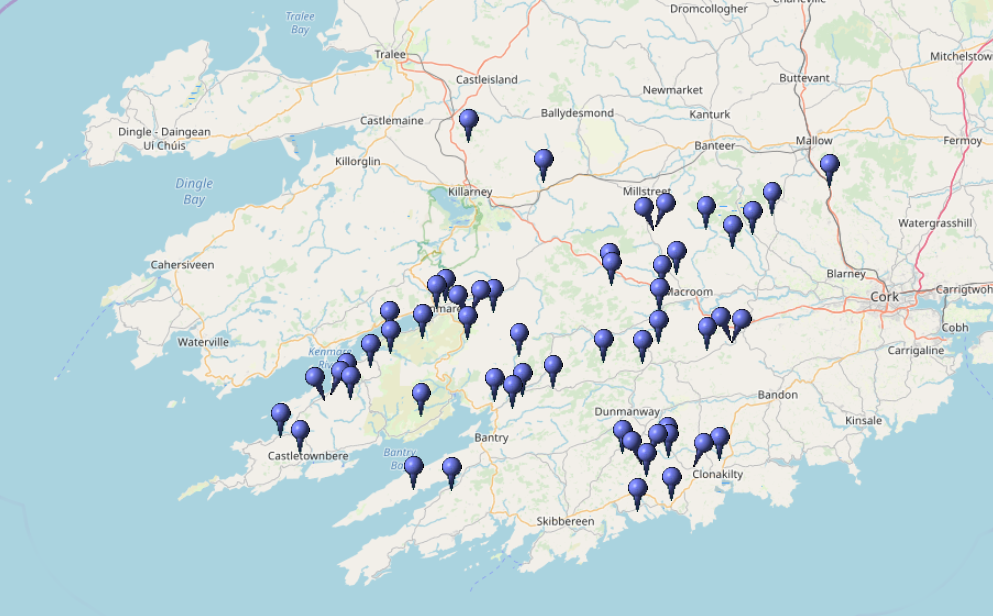
Axiale Steinkreise (ASC)

Ganz in der Nähe liegen die Megalithanlagen von Marblehill.